# Muraenichthys elerae
Muraenichthys elerae är en fiskart som beskrevs av Fowler, 1934. Muraenichthys elerae ingår i släktet Muraenichthys och familjen Ophichthidae. Inga underarter finns listade i Catalogue of Life.